# 吉弘古墳
吉弘古墳（よしひろこふん）は、高知県高知市北秦泉寺にある古墳。形状は円墳。秦泉寺古墳群を構成する古墳の1つ。高知市指定史跡に指定されている（指定名称は「秦泉寺の吉弘古墳」）。

## 概要
高知県中部、高知平野の北縁において、久万川支流の金谷川の左岸山麓に築造された古墳である。秦泉寺地区では後期古墳10基以上が2-3の古墳群を形成したが、現在までに本古墳以外のほとんどが消滅している。これまでに発掘調査は実施されていない。
墳形は円形で、直径8.2メートル・高さ3メートルを測る。埋葬施設は両袖式の横穴式石室で、南方向に開口する。石材には赤味を帯びた珪岩の巨石が使用される。発掘調査は実施されていないが、石室内からは須恵器片が検出されている。
この吉弘古墳は、古墳時代後期-終末期の6世紀後半-7世紀初頭頃の築造と推定される。秦泉寺地区では律令期に土佐国最古の寺院の1つとして秦泉寺廃寺が建立されており、本古墳含む秦泉寺地区の古墳群はその建立の背景になるとして評価される。
古墳域は1967年（昭和42年）に高知市指定史跡に指定されている。

## 埋葬施設

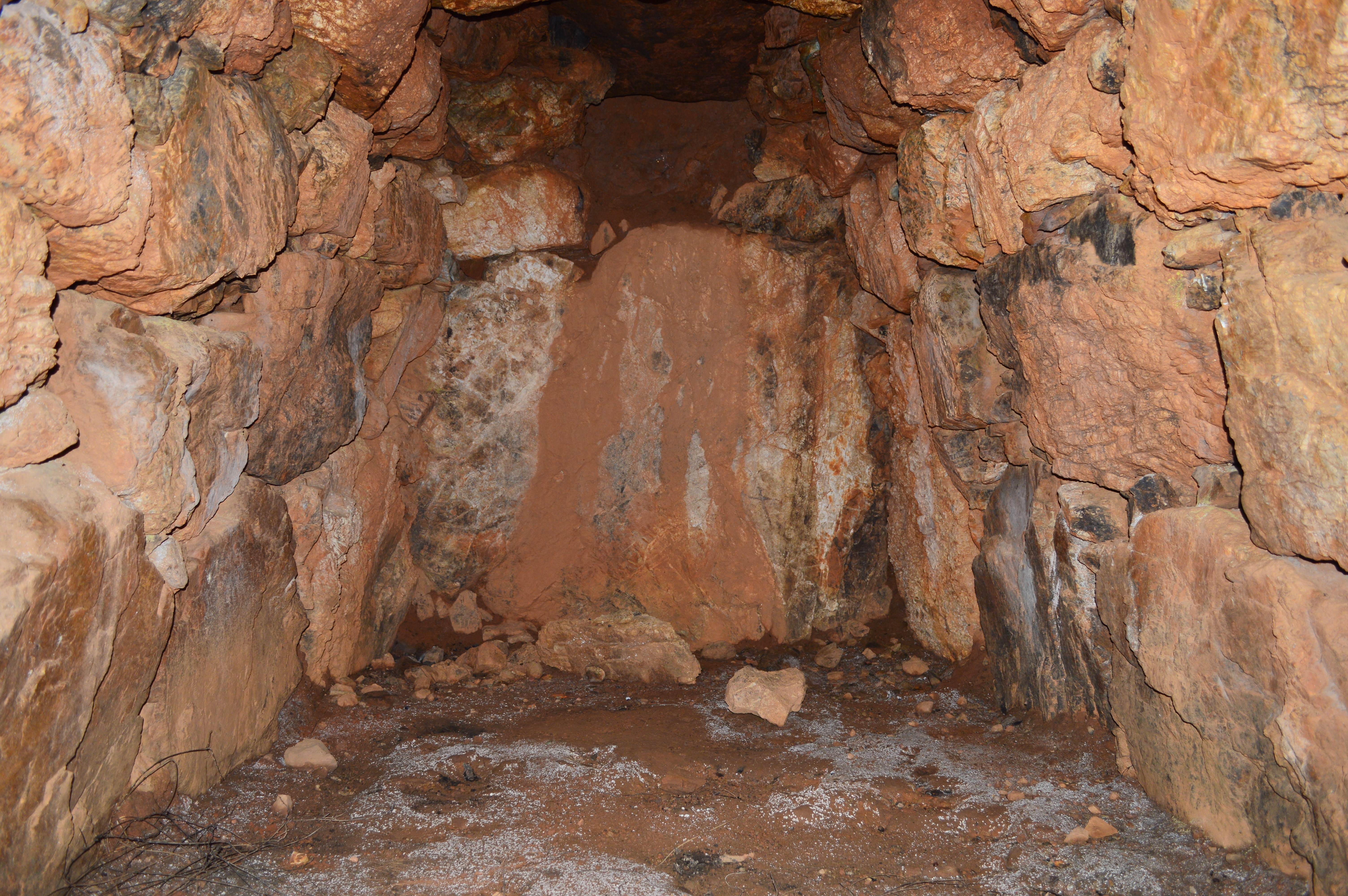
石室 玄室

埋葬施設としては両袖式横穴式石室が構築されており、南方向に開口する。石室の規模は次の通り。
- 玄室：長さ4メートル、幅2.1メートル、高さ2.4メートル
- 羨道：長さ3メートル、幅1.25メートル、高さ1.35メートル

石室の石材には赤味を帯びた珪岩の巨石が使用される。奥壁は1枚で、天井石は玄室で3枚。

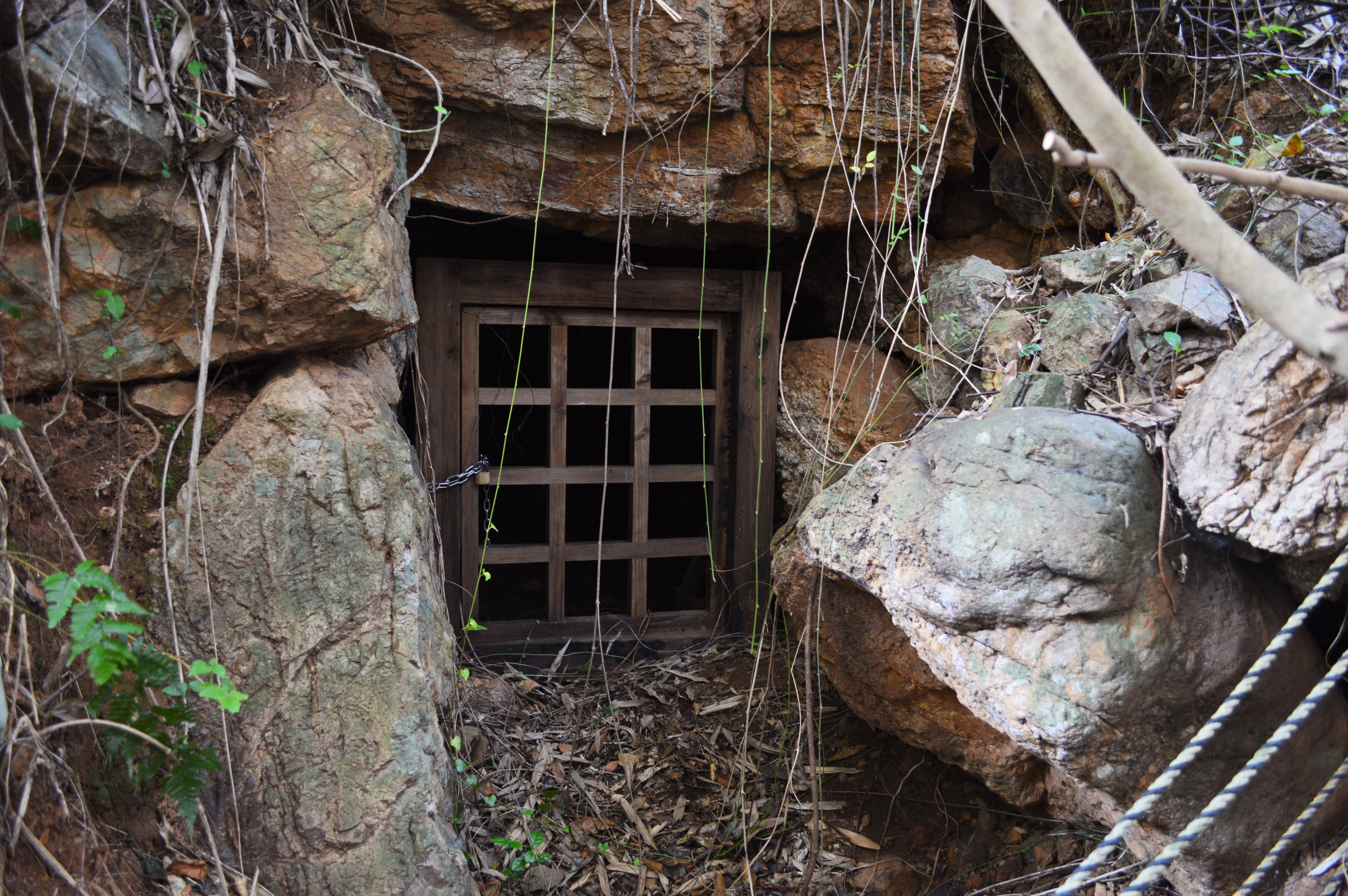
開口部

## 文化財

### 高知市指定文化財
- 史跡
  - 秦泉寺の吉弘古墳 - 1967年（昭和42年）2月3日指定[2]。

## 周辺の古墳

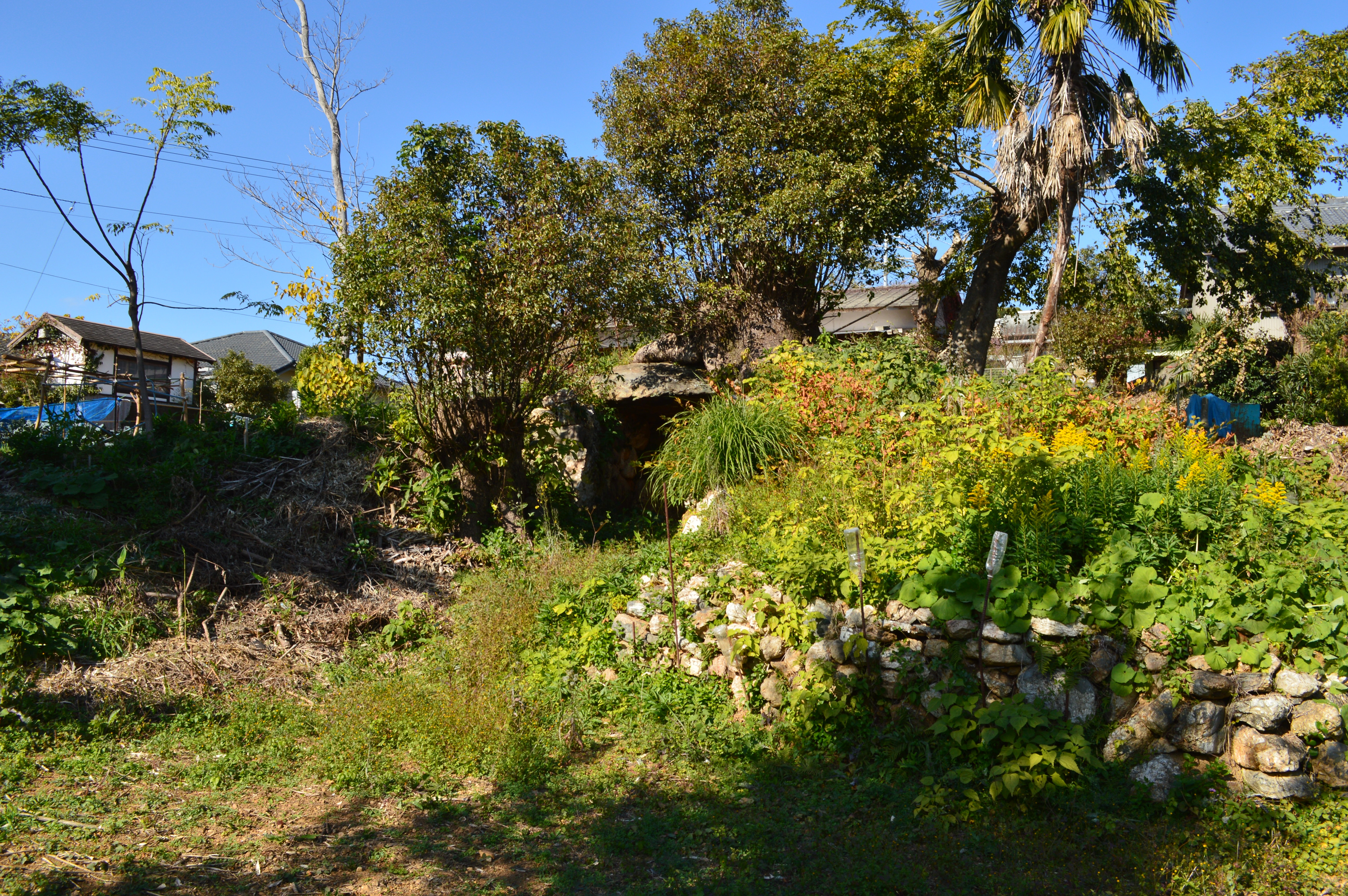
愛宕不動堂前古墳
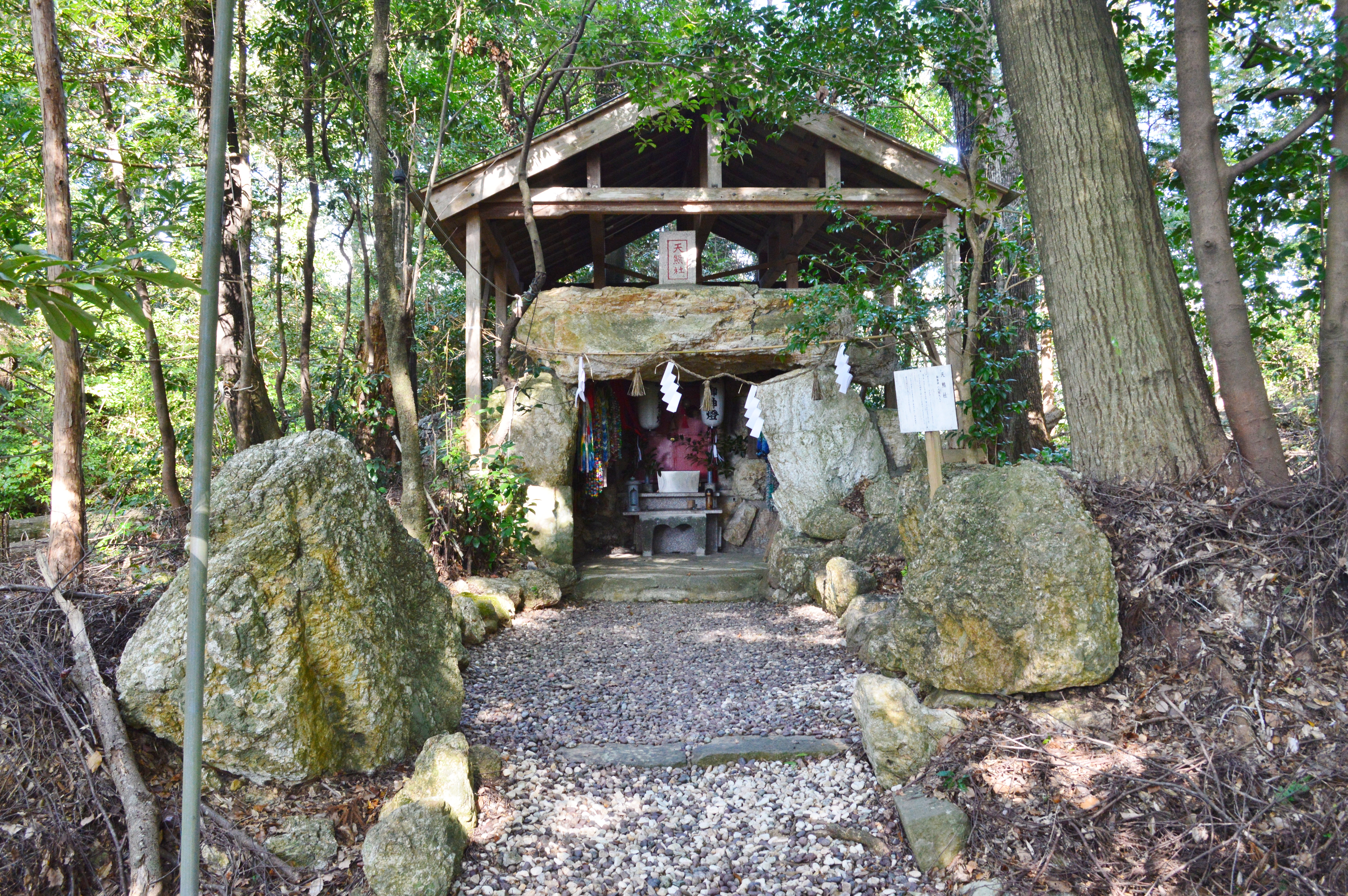
愛宕神社裏古墳